# Bouillé-Loretz
Bouillé-Loretz és un municipi francès situat al departament de Deux-Sèvres i a la regió de la Nova Aquitània. L'any 2007 tenia 1.050 habitants.

## Demografia

### Població
El 2007 la població de fet de Bouillé-Loretz era de 1.050 persones. Hi havia 432 famílies de les quals 120 eren unipersonals (40 homes vivint sols i 80 dones vivint soles), 140 parelles sense fills, 124 parelles amb fills i 48 famílies monoparentals amb fills.
La població ha evolucionat segons el següent gràfic:
Habitants censats

### Habitatges
El 2007 hi havia 562 habitatges, 450 eren l'habitatge principal de la família, 52 eren segones residències i 60 estaven desocupats. 529 eren cases i 28 eren apartaments. Dels 450 habitatges principals, 348 estaven ocupats pels seus propietaris, 88 estaven llogats i ocupats pels llogaters i 13 estaven cedits a títol gratuït; 1 tenia una cambra, 23 en tenien dues, 74 en tenien tres, 152 en tenien quatre i 199 en tenien cinc o més. 331 habitatges disposaven pel capbaix d'una plaça de pàrquing. A 212 habitatges hi havia un automòbil i a 190 n'hi havia dos o més.

### Piràmide de població
La piràmide de població per edats i sexe el 2009 era:
| Homes | Edats   | Dones |
| ----- | ------- | ----- |
| 0     | 95 o +  | 0     |
| 0     | 90 a 94 | 4     |
| 12    | 85 a 89 | 4     |
| 12    | 80 a 84 | 8     |
| 28    | 75 a 79 | 24    |
| 44    | 70 a 74 | 52    |
| 44    | 65 a 69 | 44    |
| 8     | 60 a 64 | 36    |
| 28    | 55 a 59 | 32    |
| 36    | 50 a 54 | 36    |
| 20    | 45 a 49 | 28    |
| 28    | 40 a 44 | 36    |
| 52    | 35 a 39 | 28    |
| 36    | 30 a 34 | 44    |
| 24    | 25 a 29 | 32    |
| 32    | 20 a 24 | 16    |
| 36    | 15 a 19 | 28    |
| 24    | 10 a 14 | 48    |
| 36    | 5 a 9   | 32    |
| 28    | 0 a 4   | 32    |

## Economia
El 2007 la població en edat de treballar era de 622 persones, 435 eren actives i 187 eren inactives. De les 435 persones actives 392 estaven ocupades (213 homes i 179 dones) i 43 estaven aturades (15 homes i 28 dones). De les 187 persones inactives 85 estaven jubilades, 43 estaven estudiant i 59 estaven classificades com a «altres inactius».

### Ingressos
El 2009 a Bouillé-Loretz hi havia 466 unitats fiscals que integraven 1.091,5 persones, la mediana anual d'ingressos fiscals per persona era de 13.518 €.

### Activitats econòmiques
Dels 37 establiments que hi havia el 2007, 1 era d'una empresa alimentària, 3 d'empreses de fabricació d'altres productes industrials, 5 d'empreses de construcció, 8 d'empreses de comerç i reparació d'automòbils, 2 d'empreses de transport, 1 d'una empresa d'hostatgeria i restauració, 4 d'empreses financeres, 3 d'empreses de serveis, 6 d'entitats de l'administració pública i 4 d'empreses classificades com a «altres activitats de serveis».
Dels 9 establiments de servei als particulars que hi havia el 2009, 1 era un taller de reparació d'automòbils i de material agrícola, 1 autoescola, 2 paletes, 2 guixaires pintors, 1 lampisteria i 2 perruqueries.
Dels 3 establiments comercials que hi havia el 2009, 1 era una botiga de menys de 120 m², 1 una fleca i 1 una carnisseria.
L'any 2000 a Bouillé-Loretz hi havia 47 explotacions agrícoles que ocupaven un total de 1.562 hectàrees.

## Equipaments sanitaris i escolars
El 2009 hi havia una escola elemental. Bouillé-Loretz disposava d'un col·legi d'educació secundària amb 181 alumnes.

## Poblacions més properes
El següent diagrama mostra les poblacions més properes.